# إسطركن أوجيني الأوراق
إسطركن أوجيني الأوراق (الاسم العلمي:Strychnos eugeniifolia) هو نوع من النباتات يتبع جنس الإسطركن من الفصيلة اللوغانية.